# Jean Thorailler
Jean Raymond Henri Thorailler (* 7. Januar 1888 in Épernay; † 26. Januar 1957 in Paris) war ein französischer Wasserballspieler und Schwimmer.

## Karriere
Thorailler nahm 1912 erstmals an Olympischen Spielen teil. In Stockholm erreichte er mit der französischen Wasserballmannschaft den fünften Rang. Für den Wettbewerb über 1500 m Freistil im Schwimmen war der Franzose ebenfalls gemeldet, trat aber nicht an. Acht Jahre später folgte bei den Olympischen Wettkämpfen im belgischen Antwerpen seine zweite olympische Teilnahme. Im Wasserball wurde er hier mit der Nationalmannschaft der französischen Republik Neunter. 1928 war er bei den Olympischen Winterspielen in St. Moritz der Fahnenträger seines Heimatlandes.